# 林薬品
林薬品株式会社（はやしやくひん）は、かつて存在した医薬品・衛生材料・医療機器・動物用薬品の卸売を中心とする日本の企業である。現在はメディセオ・パルタックホールディングスグループの一社エバルスである。医薬品の卸売手。地盤の岡山では首位、武田薬品工業の連結持ち株法適用会社。

## 概要
- 本社は岡山県岡山市北区表町3丁目5-1

## 沿革
- 1657年創業
- 1950年4月「株式会社林源十郎商店」設立
- 1950年「倉敷支店」（岡山県倉敷市本町990）開設
- 1963年6月東京都に「大鵬薬品工業株式会社」（大塚製薬と全国の主要卸業者が出資して設立された企業である）設立。岡山地区独占販売契約を締結。大鵬薬品は1県1社代理店制度を採用する
- 1961年12月「尾道支店」（広島県尾道市土堂2）開設
- 1964年2月「林薬品株式会社」（岡山県岡山市紙屋町88）に商号変更
- 1966年8月「福山営業所（後の福山支店）」（広島県福山市光南町3-6-12）開設
- 1967年「鳥取営業所」（鳥取県鳥取市丸山町221-1）開設
- 1971年 「筒井薬局・畜産部」を継承し「島根営業所」（島根県大原郡大東町1182-11）開設
- 1975年 「島根営業所」（島根県出雲市今市南本21-1）を移転新築
- 1980年6月「米子営業所」（鳥取県米子市西福原210）開設
- 1982年2月「笠岡営業所」新築移転（岡山県笠岡市入江24-1）
- 1987年　本社新築移転
- 1988年「東広島営業所」開設
  - 岡山本社・倉敷支店・津山営業所・笠岡営業所・高梁営業所・奥田営業所・尾道支店・福山支店・三次営業所・東広島営業所・山口営業所・鳥取営業所・米子営業所・島根営業所
- 1994年鳥取県米子市「島田薬品」と合併
  - 倉吉営業所・松江営業所を開設
- 1997年10月オーク薬品株式会社（広島市）と合併し本社を広島県へ移転「株式会社エバルス」に社名変更

## 営業所
- 岡山県：岡山本社・倉敷支店・津山支店・笠岡営業所・高梁営業所・奥田営業所
- 広島県：広島営業所・東広島市営業所・福山支店・尾道支店・三次営業所
- 山口県：山口営業所・岩国営業所・小郡営業所
- 島根県：松江営業所・出雲営業所（旧・島根営業所）
- 鳥取県：鳥取営業所・米子営業所・倉吉営業所・上福原営業所
  - 太字は、島田薬品との合併により開設したデポ

## 主な取引メーカー
- 武田薬品工業
- 第一製薬（現在・第一三共）
- 山之内製薬（現在・アステラス製薬）
- 大日本製薬（現在・大日本住友製薬）
- エーザイ
- バイエル薬品

など

## その他
- 岡山市の「新井薬局」卸部門（昭和23年創業）・津山市の「服部薬局」卸部門（昭和25年創業）を譲受
- 鳥取県鳥取市の「池田薬局」卸部門（大鵬薬品工業株式会社、鳥取地区独占販売契約社）譲受